# Pramdiph Singh
Pramdiph Singh (ur. 31 października 1952) – indyjski koszykarz, uczestnik Letnich Igrzysk Olimpijskich 1980.
Na olimpiadzie rozegrał 7 spotkań. Razem z drużyną zajął ostatnie 12 miejsce. Zdobył:
- 17 punktów,
- 5 zbiórek,
- 5 asyst,
- 7 przechwytów[1].